# Brederwiede
Brederwiede è un'ex-municipalità dei Paesi Bassi situata nella provincia dell'Overijssel.
Fu creata il 1º gennaio 1973 attraverso l'unione delle ex-municipalità di Vollenhove, il cui villaggio ne era il capoluogo, e Wanneperveen e parte di quelle di Blokzijl, Giethoorn e Steenwijkerwold.
Soppressa il 1º gennaio 2001, il suo territorio, assieme a quello della ex-municipalità di IJsselham, è stato accorpato a quello della municipalità di Steenwijkerland.